# Трзин
Трзин (словен. Trzin) је градић, управно средиште и једино насеље истоимене општине Трзин, која припада Средњесловенској регији у Републици Словенији.
По попису становништва из 2011. године, насеље Трзин имало је 3.844 становника.